# William McKinley
William McKinley (ur. 29 stycznia 1843 w Niles, zm. 14 września 1901 w Buffalo) – amerykański polityk, 25. prezydent USA (1897–1901).

## Młodość i edukacja
William McKinley urodził się 29 stycznia 1843 roku w Niles, jako syn przemysłowca, Williama McKinleya seniora i jego żony Nancy. Rodzice jego byli szkocko-irlandzkiego pochodzenia i mieli dziewięcioro dzieci. Ponieważ rodzina była liczna, a zarobki, niezbyt duże, McKinleyowie przenieśli się do miejscowości Poland, gdzie młody William uczęszczał do szkoły. W 1860 roku rozpoczął naukę w Allegheny College w Meadville, jednak wkrótce potem musiał przerwać studia, ze względu na zły stan zdrowia i trudną sytuację materialną. Ze względu na wybuch wojny secesyjnej, nie ukończył on wówczas studiów i 11 czerwca 1861 roku zaciągnął się do wojska.
Podczas wojny brał udział m.in. w bitwach pod Carnifax Ferry, Antietam, Opequan, Fisher’s Hill czy nad Cedar Creek. Podczas wojny dosłużył się stopnia majora, który uzyskał 13 marca 1865. Trzy miesiące później wystąpił z wojska. Po wojnie powrócił do studiowania prawa w Albany. Dyplom otrzymał w roku 1867.

## Kariera polityczna
Pracując jako prawnik McKinley działał na rzecz Partii Republikańskiej w Ohio, gdzie poparł Rutherforda Hayesa na stanowisko gubernatora, a następnie agitował na rzecz Ulyssesa Granta, startującego w wyborach prezydenckich. W 1869 roku został wybrany prokuratorem hrabstwa Stark i pełnił tę rolę przez dwa lata. W 1876 roku występował jako adwokat strajkujących robotników, których gubernator Hayes nakazał rozpędzić służbom porządkowym. Po wygranym procesie nie przyjął zapłaty, czym dodatkowo zyskał sobie sympatię klasy robotniczej.

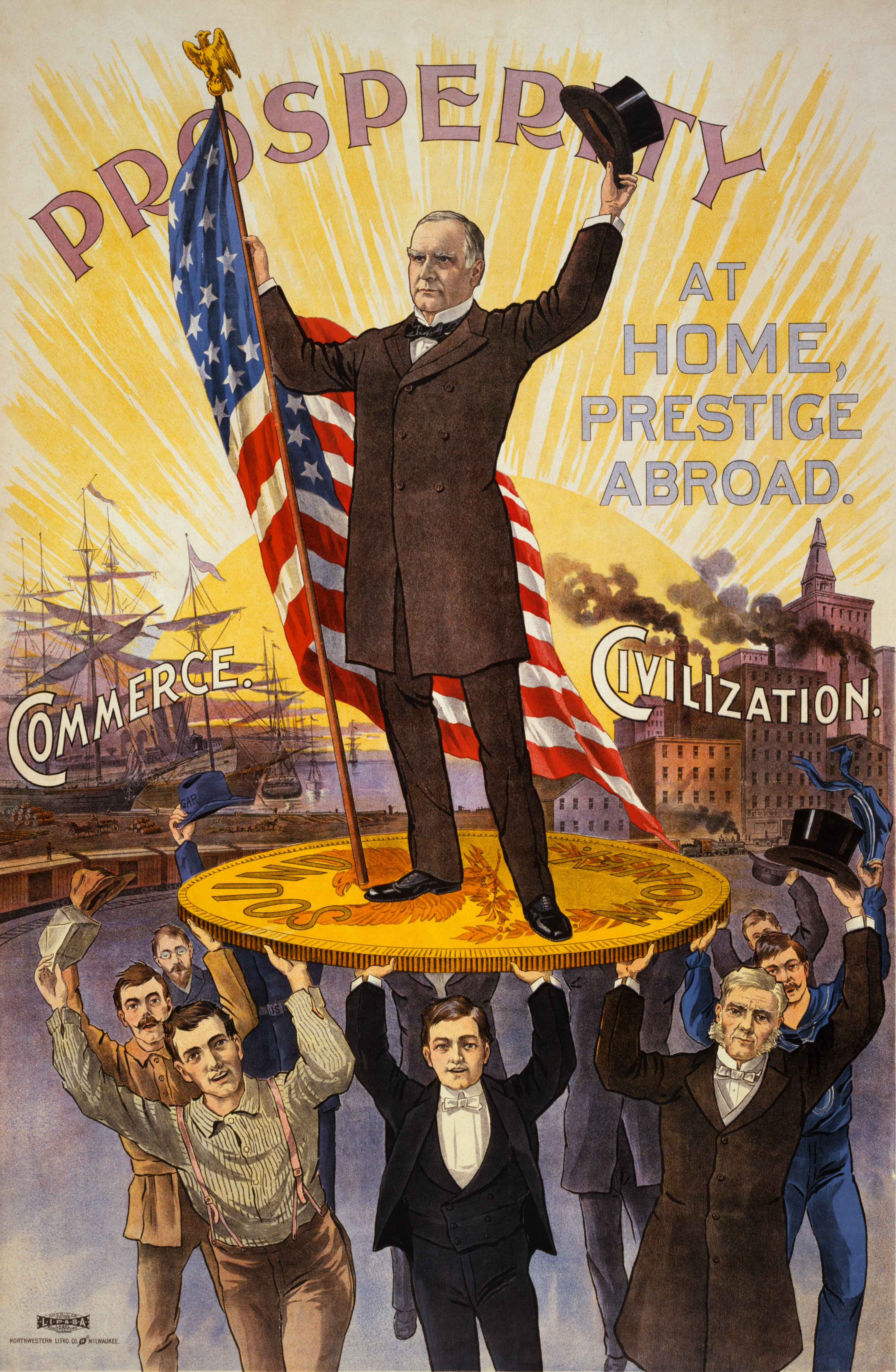
Plakat kampanijny przedstawiający Williama McKinleya trzymającego amerykańską flagę i stojącego na złotej monecie

W 1877 roku został członkiem Izby Reprezentantów i pozostał nim do 1883. Po dwuletniej przerwie ponownie zasiadł w Kongresie i pełnił swój urząd do roku 1890. Jako kongresmen był zaangażowany w konflikt dotyczący emisji dolara opartego na złocie lub srebrze. McKinley twierdził, że należy oprzeć walutę na obu kruszcach, co było sprzeczne z ideami Partii Republikańskiej, która popierała system waluty złotej. Głównym punktem jego działalności były wysokie taryfy celne, które popierał, twierdząc że sprzyja to wysokim płacom. Był autorem tzw. „ustawy McKinleya” z 1890 roku, która podnosiła cła na produkty przemysłowe i żywnościowe, natomiast znosiła je na cukier. Rok wcześniej ubiegał się o stanowisko spikera Izby Reprezentantów, którego jednak nie uzyskał, przegrywając z Thomasem Reedem. Po utracie mandatu w Izbie Reprezentantów został wybrany gubernatorem Ohio i pełnił ten urząd od 11 stycznia 1892 do 13 stycznia 1896.
Podczas konwencji republikanów w Saint Louis przed wyborami w 1896 roku, McKinley uzyskał nominację prezydencką w pierwszym głosowaniu. Dużą zasługę miał w tym jego menadżer – Marcus Hanna, przemysłowiec z Cleveland. Kandydatem na wiceprezydenta został Garret Hobart. Rywalem McKinleya z ramienia Partii Demokratycznej był William Bryan. W głosowaniu powszechnym zwyciężył McKinley, podobnie jak w Kolegium Elektorów, gdzie otrzymał 271 głosów (ok. 60,6%) wobec 176 głosów dla Bryana (ok. 39,4%).

## Prezydentura
Po zaprzysiężeniu McKinley starał się wprowadzić w życie zapowiedzi o podwyższeniu ceł. Jego ustawa została anulowana przez administrację Clevelanda, zatem nowy prezydent starał się ją przywrócić. 24 lipca 1897 podpisał ustawę Dingleya, która wprowadzała najwyższe w historii Stanów Zjednoczonych cła. W sprawie emisji dolara McKinley zmienił zdanie – w czasach, gdy był kongresmenem, popierał system bimetalizmu. Gdy objął najwyższy urząd w państwie, kraje europejskie i Dalekiego Wschodu opierały swoją walutę na złocie. Ponieważ odkryto nowe złoża tego kruszcu w Afryce Południowej czy Kanadzie, McKinley postanowił uchwalić ustawę „Gold Standard Act” i ustalił poziom rezerw złota na 150 milionów dolarów.
Prezydent, podobnie jak sekretarz stanu John Sherman byli zwolennikami ekspansji, dlatego żywo zainteresowali się aneksją Hawajów. Ponieważ na Hawajach także panowały tendencje proamerykańskie, 16 czerwca 1897 podpisano nowy układ o aneksji, który został zaaprobowany przez komisję senacką 14 lipca. Protest przeciw anektowaniu wysp złożyły grupy robotnicze, plantatorzy trzciny cukrowej ze stanów południowych, a także Japonia, która uważała, że przyłączenie Hawajów do USA zagraża jej interesom na Oceanie Spokojnym. Sprzeciw Japończyków został wycofany po otrzymaniu 75 tysięcy dolarów odszkodowania. Dyskusja w Kongresie rozpoczęła się w styczniu 1898 roku, lecz cztery miesiące później wybuchła wojna z Hiszpanią. Ponieważ Hawaje były strategicznie ważną bazą floty, McKinley postanowił przedstawić w Senacie rezolucję o aneksji, zamiast układu – do rezolucji była potrzebna jedynie zwykła większość głosów, a nie jak w przypadku układu – większość 2/3. Rezolucja została przyjęta 6 lipca, a następnego dnia zaaprobował ją prezydent. Dzień później dotychczasowy prezydent Hawajów, Sanford B. Dole, został mianowany gubernatorem.
Jeszcze za czasów prezydentury Clevelanda, na Kubie wybuchło antyhiszpańskie powstanie. Kongres uznał rewolucjonistów za stronę walczącą i zalecił wsparcie rządu amerykańskiego. Wśród opinii publicznej nastroje antyhiszpańskie pobudzała prasa, zwłaszcza dzienniki New York Journal Williama Hearsta i New York World Josepha Pulitzera. Prezydent początkowo niechętny wojnie z Hiszpanią, na początku roku 1898 wysłał na Kubę 24-działowy pancernik „Maine”, który dotarł do Zatoki Hawańskiej 25 stycznia. 16 lutego okręt zatonął w wyniku niewyjaśnionej eksplozji. W wyniku tego żółta prasa amerykańska rozpoczęła propagować kampanię wojenną wśród społeczeństwa. Mimo że 9 marca Kongres uchwalił wydatek 50 milionów dolarów na przygotowanie do wojny, to niecałe trzy tygodnie później poseł amerykański w Madrycie miał się dowiedzieć, czy Hiszpania jest gotowa podpisać rozejm. Hiszpanie zgodzili się pójść na ustępstwa, ale incydent z „Maine” sprawił, że 11 kwietnia prezydent wystosował orędzie wojenne do Kongresu. Osiem dni później Kongres przyjął rezolucję wypowiadającą wojnę Hiszpanii, która została podpisana przez McKinleya 20 kwietnia 1898. Dwa dni później Stany Zjednoczone wysłały okręty, aby dokonały blokady wyspy, na co Hiszpania odpowiedziała ogłoszeniem stanu wojny 23 kwietnia. Flota amerykańska odniosła zwycięstwa w maju w Zatoce Manilskiej i w czerwcu w pobliżu Santiago, a 13 sierpnia zajęła Manilę. Ze względu na dominację morską USA, 1 października 1898 w Paryżu rozpoczęły się rozmowy pokojowe, gdzie Stany Zjednoczone reprezentowała pięcioosobowa komisja. Strona hiszpańska chciała, by USA zaanektowały Kubę, ponieważ w ten sposób przejęłyby jej dług w wysokości 400 milionów dolarów. Amerykanie opowiadali się za niepodległością Kuby, jednak głównym celem McKinleya były Filipiny, a zwłaszcza wyspa Luzon. Podczas negocjacji prezydent zaproponował 20 milionów dolarów odstępnego za Filipiny. Ostatecznie, 10 grudnia 1898 podpisano traktat pokojowy, który stwierdzał, że Hiszpania zrzeka się Kuby, Filipin, Portoryko oraz Guam na rzecz Stanów Zjednoczonych. 6 lutego 1899 traktat został przegłosowany w Senacie, stosunkiem głosów 57:27, co stanowiło tylko jeden głos więcej niż wymagana większość 2/3. Po ratyfikacji traktatu, USA rozpoczęły okupację Filipin i stłumiły ruch niepodległościowy, natomiast na Kubie założyły bazę wojskową Guantanamo. We wcześniejszych ustaleniach, Stany Zjednoczone poprzez tzw. poprawkę Tellera deklarowały, że nie zamierzają zaanektować Kuby. Jednakże po zwycięskiej wojnie prezydent nie chciał uznać rządu wyzwoleńczego, ani wycofać wojsk z wyspy. Wojskowy gubernator Kuby zabronił zebrania się delegacji, która by miała opracować projekt konstytucji, natomiast USA domagały się, by w nowym dokumencie znalazły się klauzule o stosunkach wzajemnych pomiędzy oboma państwami. W lutym 1901 Kuba przyjęła swoją Konstytucję, jednak zignorowała żądania Ameryki.
Podczas konwencji republikanów w 1900 roku McKinley ubiegał się o reelekcję. Nominację uzyskał w pierwszym głosowaniu, natomiast kandydatem na wiceprezydenta został Theodore Roosevelt. Jego rywalem z ramienia demokratów, był, podobnie jak cztery lata wcześniej, William Bryan. W głosowaniu powszechnym, zwyciężył urzędujący prezydent, który następnie uzyskał 292 głosy (ok. 65,3%) w Kolegium Elektorskim, wobec 155 głosów (ok. 34,7%) dla Bryana. Po zaprzysiężeniu na drugą kadencję, McKinley postanowił wybrać się w podróż po kraju. Kilkumiesięczna wyprawa, podczas której odwiedził zachodnie wybrzeże (San Francisco), zakończyła się we wrześniu w jego domu w Canton.

## Śmierć
Po powrocie z podróży po kraju, McKinley planował wygłosić przemówienie na Wystawie Panamerykańskiej w Buffalo, 5 września 1901. Dzień po wystąpieniu odbył podróż do wodospadu Niagara, a następnie powrócił do tzw. Świątyni Muzyki w Buffalo, gdzie miał się spotkać z mieszkańcami. Podczas spotkania został postrzelony przez Leona Czolgosza, Amerykanina polskiego pochodzenia, który uważał, że McKinley jest winny powszechnej niesprawiedliwości społecznej. Prezydent otrzymał dwa strzały w brzuch i pierś i został szybko przeniesiony do pobliskiego szpitala. Po opatrzeniu rany brzucha, lekarze mieli nadzieję, że McKinley wyzdrowieje, zwłaszcza że stan jego zdrowia się polepszył. Jednak tydzień później rozwinęła się gangrena i 14 września prezydent zmarł.

## Życie prywatne
William McKinley poślubił Idę Saxton 25 stycznia 1871 roku. Para miała dwie córki, które zmarły w dzieciństwie.

## Upamiętnienie
Wizerunek McKinleya znajdował się na złotej, jednodolarowej monecie kolekcjonerskiej wybitej w 1903 roku w celu upamiętnienia setnej rocznicy zakupu Luizjany. Ponadto w 2013 roku System Rezerwy Federalnej wyemitował przedstawiającą McKinleya monetę okolicznościową o nominale 1 dolara należącą do serii tzw. dolarów prezydenckich.